# Biotop
Biotop je življenjski prostor organizmov. Živi del življenjskega prostora naseljuje biocenoza, življenjska skupnost rastlin in živali. Obstoj organizmov omogoča neživi del biotopa, oziroma abiotski, neživi dejavniki okolja.